# Городище (Велізький район)
Городище (рос. Городище)  — присілок Велізького району Смоленської області Росії. Входить до складу Заозерського сільського поселення.
Населення —  82 особи (2007 рік). 